# 패리스 라스베이거스

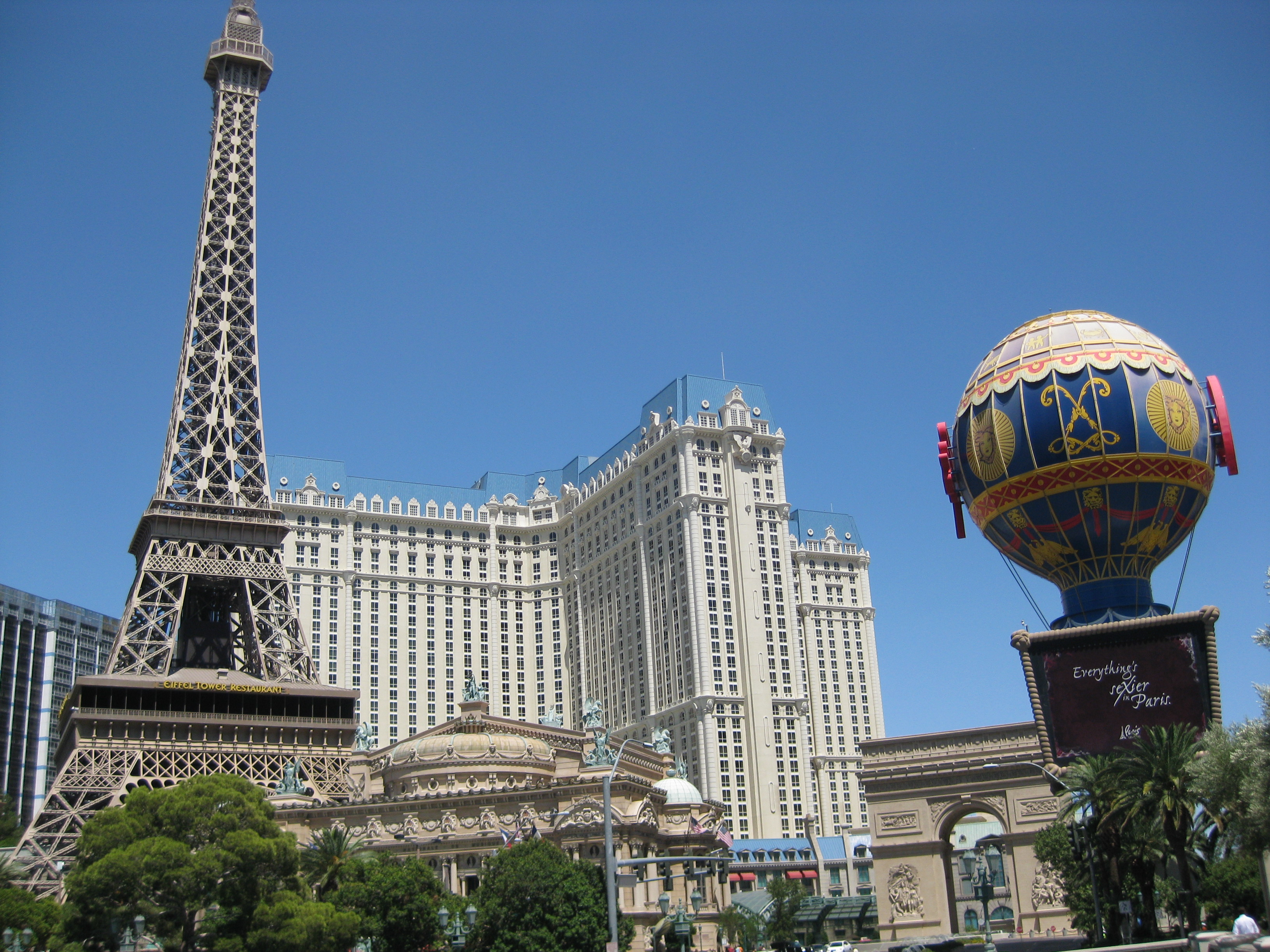
패리스 라스베이거스

패리스 라스베이거스(Paris Las Vegas)는 미국 네바다주 패러다이스의 카지노 호텔이다. 프랑스 파리를 이미지로 하고 있으며, 상징은 에펠탑과 개선문 등이다. 본관은 파리 시청을 모방하고 있으며, 안내 표시 등에도 프랑스어를 병용하고 있다.